# Zeni Pereira
Zenith Pereira de Castro (Salvador, 9 de dezembro de 1924 — Rio de Janeiro, 21 de março de 2002) foi uma atriz brasileira. Destacou-se como  Tia Nastácia na versão carioca do primeiro Sítio do Pica-Pau Amarelo, Januária em Escrava Isaura, Maria José em Vale Tudo e Donana em Carinhoso, se tornando uma das primeiras e mais relevantes referências negras na televisão.
No cinema destacou-se no filme francês Orfeu Negro (1959), vencedor do Oscar de melhor filme estrangeiro e em várias produções estrangeiras rodadas no Brasil, como Samba (1965), Gabriela, Cravo e Canela (1983), Feitiço do Rio (1984) e O Picapau Amarelo (1973). Morreu em 2002 de um derrame cerebral, aos 77 anos de idade.

## Filmografia

### Cinema
| Ano  | Título                                        | Personagem   |
| ---- | --------------------------------------------- | ------------ |
| 1987 | Running Out of Luck                           | Matriarca    |
| 1987 | Brasa Adormecida                              | Tia Firmina  |
| 1985 | Fêmeas em Fuga                                | Denise       |
| 1984 | Blame It on Rio                               | Mãe da noiva |
| 1983 | Gabriela, Cravo e Canela                      | Dona Arminda |
| 1978 | Uma Aventura na Floresta Encantada            | Sônia Mara   |
| 1977 | Os Pastores da Noite                          | Tibéria      |
| 1975 | O Comprador de Fazendas                       | Zuzu         |
| 1975 | O Trapalhão na Ilha do Tesouro                | Jurema       |
| 1973 | O Pica-pau Amarelo                            | Tia Nastácia |
| 1972 | Salve-se Quem Puder - Rally da Juventude      | Geralda      |
| 1972 | Um Marido Sem... É Como um Jardim Sem Flores  | Adélia       |
| 1972 | Quando o Carnaval Chegar                      | Dona Cocada  |
| 1972 | Som, Amor e Curtição                          | Cecí         |
| 1971 | Como Ganhar na Loteria sem Perder a Esportiva | Severina     |
| 1971 | Rua Descalça                                  | —            |
| 1970 | Pais Quadrados… Filhos Avançados              | Ruth         |
| 1968 | Jovens Pra Frente                             | —            |
| 1965 | Samba                                         | Empregada    |
| 1964 | Um Morto ao Telefone                          | —            |
| 1961 | Teus Olhos Castanhos                          | Alvina       |
| 1961 | Samba em Brasília                             | Maria        |
| 1959 | Orfeu Negro                                   | Georgina     |

### Televisão
| Ano       | Título                    | Personagem              | Notas                           |
| --------- | ------------------------- | ----------------------- | ------------------------------- |
| 1955–1956 | Sítio do Pica-pau Amarelo | Tia Nastácia            |                                 |
| 1959      | Orfeu                     | Celeste                 |                                 |
| 1961      | A Baronesa                | Zora                    |                                 |
| 1964–1965 | Sítio do Pica-pau Amarelo | Tia Nastácia            |                                 |
| 1969      | O Doce Mundo de Guida     | Lindinha                |                                 |
| 1969      | Véu de Noiva              | Dora                    |                                 |
| 1970      | Verão Vermelho            | Cigana                  | Episódio: "17 de julho"         |
| 1970      | Irmãos Coragem            | Virgínia                |                                 |
| 1971      | O Homem que Deve Morrer   | Conceição               |                                 |
| 1972      | Bicho do Mato             | Dora                    |                                 |
| 1972      | A Patota                  | Basília                 |                                 |
| 1973      | Carinhoso                 | Donana                  |                                 |
| 1974      | Caso Especial             | Mãe Janaína             | Episódio: "A Promessa"          |
| 1975      | Escalada                  | Braulina                |                                 |
| 1976      | Escrava Isaura            | Januária                |                                 |
| 1977      | Dona Xepa                 | Corina                  |                                 |
| 1978      | O Pulo do Gato            | Fátima                  |                                 |
| 1979      | Plantão de Polícia        | Dolores                 | Episódio: "Escudo Invisível"    |
| 1982      | Caso Verdade              | Ana                     | Episódio: "Borboleta na Cabeça" |
| 1984      | Corpo a Corpo             | Odete Paiva Manhães     |                                 |
| 1986      | Selva de Pedra            | Ivete                   | Episódio: "2 de março"          |
| 1986      | Sinhá Moça                | Mãe Maria Zamemba       |                                 |
| 1988      | O Pagador de Promessas    | Maria de Iansã          |                                 |
| 1988      | Vale Tudo                 | Maria José              |                                 |
| 1989      | Kananga do Japão          | Maria Santa             |                                 |
| 1990      | Rainha da Sucata          | Mercedes                |                                 |
| 1992      | Anos Rebeldes             | Talita                  |                                 |
| 1992      | Deus nos Acuda            | Safira                  |                                 |
| 1993      | Você Decide               | Gênova                  | Episódio: "A Cor do Amor"       |
| 1993      | Você Decide               | Laurinda                | Episódio: "Palavras de Amor"    |
| 1993      | Contos de Verão           | Carmem                  |                                 |
| 1994      | Pátria Minha              | Isaura Lopes dos Santos |                                 |

## Teatro
Créditos parciais de trabalhos no teatro 
- Anjo Negro (1948)
- Aruanda (1949-1950)
- Paiol Velho (1951)
- Amanhã Será Diferente (1952)
- O Anjo (1956)
- Orfeu da Conceição (1956)
- O Pagador de Promessas (1962)
- Vamos Brincar de Amor em Cabo Frio (1964-1965)
- Memórias de Um Sargento de Milícias (1966)
- O Pagador de Promessas (1979)